# تيريز ديكيرو (رواية)
تيريز ديكيرو أو تيريز ديسكيرو رواية فرنسية للكاتب الفرنسي فرنسوا مورياك، نشرت في عام 1927. في عام 1950 تم اختيارها ضمن قائمة أفضل روايات في نصف القرن. تم تجسيدها في فيلم سينيمائي عام 1962 من خلال جورج فرانجو، وفي عام 2012 من خلال كلود ميلر.

## تحليل القصة
يبدأ الفصل الأول من الرواية بخروخ تيريز من قاعة المحكمة ليلاً والإفراج عنها لعدم وجود أدلة وعدم ثبوت الجريمة. لن يتم مقاضاتها من قبل العدالة مرة أخرى، ولكن الجميع يعلم أنها جانية ومتهمة. جاء والدها لإصطحابها ومعه محاميه. ينتظرها زوجها في ممتلاكاتهم بأرجلوز. ويتعلق بها القارئ لانه يشعر بأنها ضحية وليست مجرمة.
أثناء رحلتها الليلية من بوردو إلى أرجلوز، كانت تيريز تتذكر حياتها السابقة وتفكر فيما ستقوله لزوجها برنارد عندما تواجهه وكيف ستدافع عن نفسها بأنها أرادت إردائه قتيلاً من خلال تسميمه.
كانت تيريز تحضر لاعتراف طويل لبرنارد لتشرح له ماحدث بصدق وكيف نوت قتله من خلال تسميمه. تدور أحداث القصة فيما بعد في عقاب برنارد لتيريز وحبسها في غرفة بالمنزل وعزلها عن المجتمع كله ولا يُسمح لها بالخروج ومقابلة الناس ولكنها تذهب معه يوم الأحد إلي الكنيسة لمراعاة المظهر الاجتماعي أمام من يعرفهم، قرر برنارد عدم ظهورها أمام الجميع سوي يوم الأحد من كل اسبوع لمدة فترة ليست بطويلة، وبعدها سيعلنون انها جُنت وستظل محبوسة بالمنزل فترة طويلة حتى زواج أخت برنارد من خطيبها وبعدها سيطلق برنارد صراح تيريز لتنطلق بعيدا عنهم، وسيحتفظ بإبنته من تيريز معه، ولن يعلمها بأن والدتها لم تمت .